# S9-Mix
Der S9-Mix ist eine Präparation einer Mischung von Leberenzymen. Er wird bei in-vitro-Versuchen zur Simulation einer Leber ohne Tierversuch eingesetzt. Er ist Bestandteil verschiedener OECD-Richtlinien zur Prüfung von Chemikalien.

## Eigenschaften
Da die Leber mit Hilfe von Enzymen Stoffe im Blut verändern kann und maßgeblich an der Entgiftung beteiligt ist, wären tierversuchsfreie toxikologische Tests von möglicherweise giftigen und insbesondere von mutagenen Substanzen ohne Betrachtung dieser Enzyme nicht sehr aussagekräftig, wie z. B. der Ames-Test. Daher wird der S9-Mix oftmals in Kombination mit dem Ames-Test verwendet, um auch die Wirkung der Metaboliten des zu untersuchenden Stoffs miteinzubeziehen. Der S9-Mix enthält die meisten Transferasen der Leber, die bei der Entgiftung beteiligt sind. Während manche zu untersuchenden Stoffe erst in Anwesenheit des S9-Mixes mutagen werden, verlieren manche Mutagene ihre Mutagenität durch Leberenzyme. Der S9-Mix besitzt seinerseits zwar keine mutagenen, aber zytotoxische Eigenschaften, die zellbasierte Versuche beeinflussen können.
Die Abkürzung „S9“ kommt von Supernatant (Überstand) der Zentrifugation bei 9000 g. Teilweise werden alternativ Tests basierend auf HepaRG-Zellen, 3D-Zellkultur und Organ-on-a-Chip verwendet. Daneben wird der S9-Mix zur Untersuchung der biologischen Halbwertszeit von potenziellen Arzneistoffen verwendet.

## Gewinnung
Meist wird S9 aus Ratten gewonnen und verwendet. Zur Präparation: Ratten werden mit Enzyminduktoren vorbehandelt, z. B. fünf Tage vor Tötung einmal mit 500 mg/kg KG Aroclor 1254 (ein PCB-Gemisch). Nach Isolierung der Leber wird diese in 0,25 M Saccharose homogenisiert und bei 9000 g für 10 Minuten zentrifugiert. Der Überstand nach der Zentrifugation ist per Definition der S9-Mix. Zentrifugiert man diesen S9-Mix anschließend bei 100.000 g für eine Stunde, so erhält man ein Mikrosomen-Niederschlag und einen Überstand der zytosolischen Bestandteile. Der S9-Mix ist technisch einfacher herzustellen als die Mikrosomen-Fraktion.

## Metabolische Aktivierung
Durch das PCB-Gemisch werden diverse Cytochrom-P450-Enzyme (CYP) aktiviert. Stark aktiviert werden CYP1A1, 2B1 und 2B4. Moderat aktiviert werden CYP2A1, 2B1, 2C5, 2C6, 3A2, 3A4, 4B1, P450 Reduktase, mikrosomale Epoxidhydrolase (mEH), UDP-GT und GST-Isoenzyme.

## Verwendung im Ames-Test
Im Ames-Test wird ein S9-Standardmix eingesetzt, bestehend aus 10 % S9-Fraktion, 4 mM NADP, 5 mM Glucose-6-phosphat, 10 mM Na/K-Phosphatpuffer (pH 7,4), 8 mM Mg-Aspartat, 33 mM KCl.